# Oudon (Mayenne)
De Oudon is een rivier in de Franse departementen Mayenne en Maine-et-Loire, regio Pays de la Loire. Zij is de belangrijkste rechtse zijrivier van de Mayenne en behoort via de Maine tot het bekken van de Loire

## Loop
De Oudon is 103.3 km lang. Zij ontspringt op 192 m hoogte op het grondgebied van de gemeente La Gravelle, door de samenloop van drie beekjes uit de Vijver van Géhardière. 
Zij stroomt langs Méral, Livré en Craon waarbij zij talrijke lussen maakt. Verder stroomt zij door Segré en Le Lion-d'Angers om 3 km verder van rechts in de Mayenne uit te monden op 15 m hoogte

## Hydrografie
Haar bekken heeft een oppervlakte van 1480 km2 , een gebied met een zeventigduizendtal inwoners.
Haar gemiddeld debiet, gemeten in Segré, bedraagt 9,04 m³/s, maar er zijn grote seizoensgebonden verschillen, zo is het gemiddeld debiet van januari 50 keer groter dan het minimum van 0,52 m³ in augustus. 
Daarnaast zijn er nog geregeld extremere situaties waarbij ze in de zomer soms praktisch droogvalt maar anderzijds in de winter uiterst hoge debieten kan hebben mede veroorzaakt door de ondoordringbare bodem in haar bekken. Het record in Segré bedroeg 251 m³/s op 6 januari 2001.

## Bevaarbaarheid
in de 19e eeuw werd de Oudon gekanaliseerd vanaf Segré, een afstand van 18 km met drie sluizen, met het oog op transport van hout, graniet en leisteen.
In 1980 werd de bevaarbaarheid hersteld voor toeristisch gebruik, met succes.